# Kamerling
Kamerling, kamerling Świętego Kościoła Rzymskiego (łac. Camerarius Sanctae Romanae Ecclesiae, Komornik Świętego Kościoła Rzymskiego) – kardynał kierujący Kamerą Apostolską. Zarządza on sprawami zwyczajnymi Kościoła oraz troszczy się o dobra i prawa doczesne Stolicy Apostolskiej w okresie sede vacante, a także przejmuje administrację Watykanu.

## Obowiązki i uprawnienia
Z chwilą śmierci lub rezygnacji papieża kamerling jako jeden z nielicznych nie traci swoich uprawnień, ale korzysta z nich aż do wyboru nowego papieża, czyli przez cały okres sediswakancji.
Po śmierci papieża (lub rezygnacji) niszczy pierścień Rybaka, a także metalową matrycę, która służyła do opatrywania listów apostolskich ołowianymi pieczęciami. Wspomagany przez trzech kardynałów asystentów, wybieranych na okres trzech dni w drodze losowania (z grona kardynałów poniżej 80. roku życia przybyłych do Rzymu), zarządza wszystkimi bieżącymi sprawami z uwzględnieniem postanowień podejmowanych w drodze głosowania przez Kolegium Kardynałów, a także watykańskimi finansami i mieniem.
Kardynał ten ma także specjalne uprawnienia. M.in. notarialnie potwierdza fakt śmierci papieża, opieczętowuje apartament papieski oraz powiadamia kardynała wikariusza Rzymu o śmierci papieża. Od momentu śmierci papieża obejmuje w posiadanie watykański Pałac Apostolski, pałac laterański oraz rezydencję papieży w Castel Gandolfo. Zasięgając opinii kardynałów stojących na czele trzech stopni (kardynałów diakonów, kardynałów prezbiterów oraz kardynałów biskupów), Kolegium Kardynałów ustala wszystkie sprawy związane z pogrzebem, korzystając ze wskazówek, które pozostawił zmarły papież. Kamerling nadzoruje przygotowania do konklawe, a podczas niego pod jego nadzorem pozostają Domus Sanctae Marthae oraz Kaplica Sykstyńska wraz z przyległymi pomieszczeniami.

## Historia
Urząd kamerlinga utworzył papież Grzegorz VII w miejsce zniesionego urzędu archidiakona Rzymu. Do XV wieku wielu duchownych piastujących ten urząd nie było kardynałami.
Dwa razy w historii zdarzyło się, że kamerling wybrany został papieżem – byli to Leon XIII (w 1878 r.) i Pius XII (w 1939 r.). Dwaj inni papieże, Honoriusz III i Aleksander IV również pełnili funkcję kamerlinga, ale obaj na wiele lat przed wyborem.
Etymologicznie słowo wywodzi się z włoskiego camerlengo, camerlingo – komornik, komorzy, szambelan.

## Lista kamerlingów Świętego Kościoła Rzymskiego od 1099

Heraldyczne oznaki godności kardynała kamerlinga, który jest arcybiskupem. Kamerling-biskup będzie posiadał w herbie pojedynczy krzyż biskupi tak, jak obecny kamerling.

Niekardynałowie oznaczeni kursywą. W ciągu pierwszego stulecia istnienia urzędu często sprawowało go dwóch duchownych jednocześnie. Do XIII wieku daty urzędowania ustalone są wyrywkowo, a lista może być niepełna. Od XIV wieku znana jest kompletna lista, zaznaczono też wakaty trwające powyżej jednego roku.
- Pierre z Cluny (udokumentowany ok. 1099–1105) i Tyberiusz (udokumentowany 1101)
- Stefan z Besançon (udokumentowany 1119–1120)
- Alfanus (udokumentowany 1123)
- Johannes (udokumentowany 1127)
- Johannes (udokumentowany 1141)
- Jordan (udokumentowany 1147–1151)
- Franchus (1151)
- Rainierus (udokumentowany w 1151)
- Yngo (udokumentowany w 1154)
- Boso (przed 22 grudnia 1156 – wrzesień 1159)
- Bernard Templariusz i Teodino de Arrone (udokumentowani w 1163)
- Leonard (udokumentowany w 1168)
- Franco Gaufridus Fulchier (udokumentowany 1175–1181)
- Gerardo da Lucca (ok. 1182/84)
- Melior (1184–1187)
- Cencio (styczeń 1188 – styczeń 1198)
- Riccardo (udokumentowany w 1198)
- Ottaviano Conti di Segni (1200 – maj 1206)
- Stefano di Ceccano (maj 1206 – lipiec 1216)
- Pandolfo Verraclo (1216–1222)
- Sinibaldus (1222–1227)
- Rinaldo Conti di Segni (1227–1231)
- Thomas (udokumentowany w 1236)
- Giovanni da Ferentino (udokumentowany 1236–1238)
- Martino (1243–1251)
- Boetius (1251–1254)
- Niccolò da Anagni (grudzień 1254–1261)
- Pierre de Roncevault (1261 – 30 kwietnia 1262)
- Pierre de Charny (4 sierpnia 1262–1268)
- Pietro de Montebruno (1268–1273)[4]
- Gugllielmo di San Lorenzo (1273–1274)
- Raynaldus Marci (1275–1276)
- Angelo de Vezzosi (1278–1279)
- Berardo di Camerino (1279–12 grudnia 1288)
- Niccolò de Trevi (1289–1292)
- Tommaso d’Ocra (1294)
- Teodorico Ranieri (przed 28 lutego 1296–1299)
- Giovanni d'Anagni (1301 – 20 listopada 1305)
- Arnaud Frangier de Chanteloup (20 listopada 1305 – 28 listopada 1307)
- Bertrand des Bordes (28 listopada 1307 – 12 września 1311)
- Arnaud d’Aux (11 października 1311 – 23 lipca 1319)
- Gasbert de Valle (18 września 1319 – 1 stycznia 1347)
- Etienne Audebrand Cambarou (6 marca 1347 – 15 marca 1361)
- Arnaud Aubert (16 marca 1361 – 11 czerwca 1371)
- Pierre du Cros (20 czerwca 1371 – 23 grudnia 1383, od 1378 w obediencji awiniońskiej)
- Marino Giudice (przed 7 września 1379 – styczeń 1385)
- Marino Bulcani (przed 29 listopada 1385 – 8 sierpnia 1394)
- Corrado Caraccioli (30 marca 1395 – 12 czerwca 1405)
- Leonardo de Fisici (12 czerwca 1405 – 12 czerwca 1407)
- Antonio Correr (12 czerwca 1407 – 9 lipca 1415)
- François de Conzie (24 grudnia 1383 / lipiec 1415[5] − 31 grudnia 1431)
- Francesco Condulmer (24 stycznia 1432 – 11 stycznia 1440)
- Ludovico Trevisan (11 stycznia 1440 – 22 marca 1465)
- (1465–1471 – wakat)
  - Marco Barbo, komisarz Kamery Apostolskiej (1465-1471)
- Latino Orsini (9 sierpnia 1471 – 11 sierpnia 1477)
- Guillaume d’Estouteville (12 sierpnia 1477 – 22 stycznia 1483)
- Raffaele Sansoni Riario (24 stycznia 1483 – 9 lipca 1521)
- Innocenzo Cibo (14 lipca – 13 września 1521)
- Francesco Armellini Pantalassi de’ Medici (13 września 1521 – 25 października 1527)
- Agostino Spinola (8 czerwca 1528 – 18 października 1537)
- Guido Ascanio Sforza (22 października 1537 – 6 października 1564)
- Vitellozzo Vitelli (17 listopada 1564 – 19 listopada 1568)
- Michele Bonelli (3 grudnia 1568 – 10 maja 1570)
- Luigi Cornaro (10 maja 1570 – 10 maja 1584)
- Filippo Vastavillani (14 maja 1584 – 17 sierpnia 1587)
- Enrico Caetani (26 października 1587 – 13 grudnia 1599)
  - Benedetto Giustiniani, prokamerling (wrzesień 1589 – sierpień 1590)
- Pietro Aldobrandini (20 grudnia 1599 – 10 lutego 1621)
  - Giovanni Battista Deti, prokamerling (2 października 1612 – luty 1621)
- Ludovico Ludovisi (17 marca 1621 – 7 czerwca 1623)
- Ippolito Aldobrandini (7 czerwca 1623 – 19 lipca 1638)
- Antonio Barberini (28 lipca 1638 – 4 sierpnia 1671)
  - Federico Sforza, prokamerling (10 października 1645 – 26 marca 1650)
  - Lorenzo Raggi,  prokamerling (26 marca 1650 – 12 lipca 1653)
- Paluzzo Paluzzi-Altieri (4 sierpnia 1671 – 29 czerwca 1698)
  - Galeazzo Marescotti, prokamerling (4 lipca – 24 listopada 1698)
- Giovanni Battista Spinola (24 listopada 1698 – 19 marca 1719)
- Annibale Albani (29 marca 1719 – 23 lutego 1747)
- Silvio Valenti Gonzaga (25 lutego 1747 – 28 sierpnia 1756)
  - Luigi Maria Torregiani, prokamerling (1 września – 20 września 1756)
- Girolamo Colonna di Sciarra (20 września 1756 – 18 stycznia 1763)
- Carlo Rezzonico (24 stycznia 1763 – 26 stycznia 1799)
- (1799–1800 – wakat)
- Romoaldo Braschi-Onesti (30 października 1800 – 10 listopada 1801)
- (1801–1814 – wakat)
  - Giuseppe Maria Doria Pamphili, prokamerling (10 listopada 1801 – 26 marca 1808)
  - Ippolito Antonio Vincenti Mareri, prokamerling (26 marca 1808 – 21 marca 1811)
- Bartolomeo Pacca (20 maja 1814 – 15 listopada 1824)
- Pietro Francesco Galleffi (15 listopada 1824 – 18 czerwca 1837)
- Giacomo Giustiniani (2 października 1837 – 24 lutego 1843)
- Tommaso Riario Sforza (3 kwietnia 1843 – 14 marca 1857)
- Lodovico Altieri (19 marca 1857 – 11 sierpnia 1867)
- Filippo de Angelis (20 września 1867 – 8 lipca 1877)
- Gioacchino Pecci (21 września 1877 – 20 lutego 1878)
- Camillo di Pietro (28 marca 1878 – 6 marca 1884)
- Domenico Consolini (24 marca – 20 grudnia 1884)
- Luigi Oreglia di Santo Stefano (27 marca 1885 – 7 grudnia 1913)
- Francesco Salesio della Volpe (25 maja 1914 – 5 listopada 1916)
- Pietro Gasparri (4 grudnia 1916 – 18 listopada 1934)
- Eugenio Pacelli (1 kwietnia 1935 – 2 marca 1939)
- Lorenzo Lauri (11 grudnia 1939 – 8 października 1941)
- (1941–1958 – wakat)
- Benedetto Aloisi Masella (9 października 1958 – 30 września 1970)
- Jean-Marie Villot (16 października 1970 – 9 marca 1979)
- Paolo Bertoli (5 maja 1979 – 25 marca 1985)
- Sebastiano Baggio (25 marca 1985 – 21 marca 1993)
- Eduardo Martínez Somalo (5 kwietnia 1993 – 4 kwietnia 2007)
- Tarcisio Bertone (4 kwietnia 2007 – 20 grudnia 2014)
- Jean-Louis Tauran (20 grudnia 2014 – 5 lipca 2018)
- Kevin Farrell (od 14 lutego 2019)